# بخش نخست: ناپدید شدن ویل بایرز
بخش نخست: ناپدید شدن ویل بایرز (به انگلیسی: Chapter One: The Vanishing of Will Byers)، نخستین قسمت از فصل نخست سریال آمریکایی علمی–تخیلی و ترسناک چیزهای عجیب است. این قسمت توسط خالقان سریال چیزهای عجیب، یعنی برادران دافر کارگردانی شده‌است. ناپدید شدن ویل بایرز، همچون تمامی قسمت‌های فصل اول سریال در تاریخ ۱۵ ژوئیه ۲۰۱۶ توسط نت‌فلیکس منتشر شد. فین ولفهارد، میلی بابی براون، نوآ اشنپ، گیتن ماتارازو ،کلب مک لاگلین، وینونا رایدر، دیوید هاربر، ناتالیا دایر، چارلی هیتون، جو کیری، متیو موداین و کارا بوینو به عنوان ستارگان اصلی سریال، در این اپیزود حضور دارند.
داستان در سال ۱۹۸۳ و در شهر کوچک هاوکینز رقم می‌خورد. پسر بچه‌ای به نام ویل بایرز در راه بازگشت به خانه به صورت مرموزی ناپدید می‌شود. مادر وی به نام جویس نزد پلیس رفته و جستجو برای پیدا کردن او آغاز می‌شود. در این میان، سه دوست صمیمی ویل به نام‌های مایک، داستین و لوکاس نیز برای پیدا کردن او شروع به جستجو در جنگل می‌کنند.
ناپدید شدن ویل بایرز با واکنش بسیار مثبتی از سوی منتقدان همراه بود و در زمینه تیم بازیگری، حس نوستالژی، موسیقی و فضای داستانی ستایش شد.

## داستان
سال ۱۹۸۳ در شهر کوچک هاوکینز، پسر جوانی به اسم ویل بایرز بعد از جدا شدن از دوستانش و در مسیر خانه توسط موجودی عجیب مورد حمله قرار می‌گیرد. صبح روز بعد خبری از او نیست. مادر ویل که جویس نام دارد ابتدا گمان می‌کند اتفاق خاصی نیفتاده است اما با گذشت زمان متوجه می‌شود موضوع جدی است و به سراغ کلانتر هاپر می‌رود. با اعلام خبر ناپدید شدن ویل، پای سه دوست صمیمی او به نام مایکل، داستین و لوکاس به ماجرا باز می‌شود. آن‌ها تصمیم می‌گیرند سه نفری و شبانه در داخل جنگل به دنبال ویل بروند اما باران شدید باعث می‌شود از مسیر منحرف شده و به دختر جوانی ناشناس که ظاهری عجیب دارد برخورد کنند. دختری که موهای خود را تراشیده و الون (یازده) نام دارد.

## بازیگران
- فین ولفهارد
- میلی بابی براون
- نوآ اشنپ
- گیتن ماتارازو
- کلب مک لاگلین
- وینونا رایدر
- دیوید هاربر
- جو کیری
- چارلی هیتون
- ناتالیا دایر
- کارا بوینو
- متیو موداین